# Říkov
Říkov là một làng thuộc huyện Náchod, vùng Královéhradecký, Cộng hòa Séc.